# Marta María Stephensen
Marta María Stephensen, född 1770, död 1805, var en isländsk författare. Hon var gift med Stefán Stephensen, som var fylkesman i Vesturamti på Island 1790–1806. Hon utgav en kokbok år 1800, och räknas som Islands första kvinnliga författare. 
Marta María Stephensen var dotter till köpmannen Didrik Holter från Skagaströnd: hennes mor är okänd. Hon gifte sig 1790 i Köpenhamn med Stefán Stephensen, och bosatte sig därefter med honom vid Innra-Hólmi, Hvanneyri och Hvítárvöllum på Island. Hon avled 1805 vid födelsen av sitt tionde barn. Jón Espólín intygar att hon hade varit en god kvinna. 
År 1800 utgavs en kokbok i hennes namn av hennes svåger, överdomare Magnús Stephensen: Einfalt matreiðsluvasakver fyrir heldri manna húsfreyjur. Det anses möjligt att boken var åtminstone delvis skriven av Magnús Stephensen, och tillskriven henne på grund av att ämnet sågs som mer passande för en person av hennes kön. Boken ses som Islands första kokbok, skriven av Islands första kvinnliga författare.